# Catrine
Catrine (gälisch: Caiteirein) ist eine Ortschaft in der schottischen Council Area East Ayrshire. Sie liegt rund sieben Kilometer nordwestlich von Cumnock und 13 km südöstlich von Kilmarnock am Fluss Ayr.

## Geschichte
Catrine ist eine verhältnismäßig junge Siedlung. Sie entwickelte sich mit der Einrichtung einer Baumwollfabrik im Jahre 1787. 1792 wurde mit der heutigen Catrine Parish Church eine Kirche errichtet, welche heute als Denkmal der höchsten Kategorie A klassifiziert ist. Der Baumwollbetrieb wurde im folgenden Jahrhundert deutlich erweitert und 1814 mit dem ersten großen dampfgetriebenen Webstuhl Schottlands ausgestattet.
Zwischen 1841 und 1981 wies Catrine eine konstante Einwohnerzahl auf, die um 2600 schwankte. Seitdem ist sie rückläufig, sodass im Jahre 2011 nur noch 2236 Einwohner gezählt wurden.

## Verkehr
Catrine ist durch die einen Kilometer südlich verlaufende A76 an das Fernstraßennetz angeschlossen. Im Jahre 1903 erhielt die Ortschaft einen eigenen Bahnhof, welcher jedoch nach wenigen Betriebsjahren wieder geschlossen wurde.